# Dubai Sports City
El Dubai Sports City és un complex dedicat als esports que s'està construint actualment (a data de 2008) a la ciutat de Dubai, Emirats Àrabs Units. El complex consistirà en edificis d'apartaments i nombroses instal·lacions esportives. El cost és de 4.000 milions de dòlars EUA i té una superfície de 4.600.000 de m².
La principal infraestructura serà un estadi multidisciplinari amb capacitat per a 60.000 espectadors que podrà ser utilitzat per la pràctica de l'atletisme, criquet, futbol, i rugbi.
També inclou un estadi de criquet per a 25.000 espectadors, un pavelló esportiu cobert per a 10.000 espectadors, un estadi per a hoquei sobre herba amb capacitat per a 5.000 espectadors i un camp de golf de 18 forats dissenyat per Ernie Els.

## Galeria

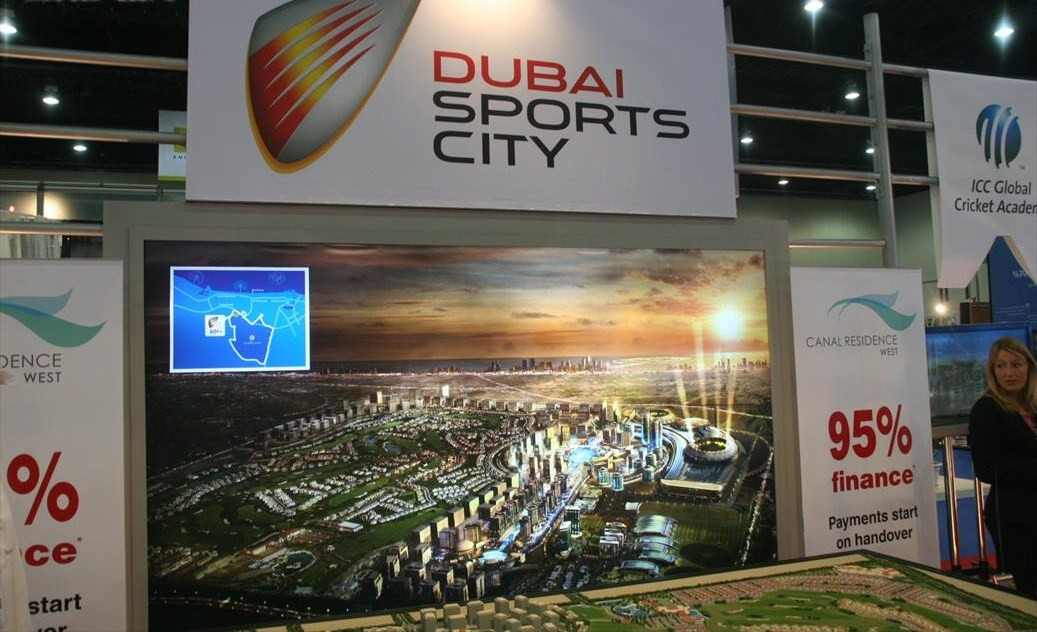
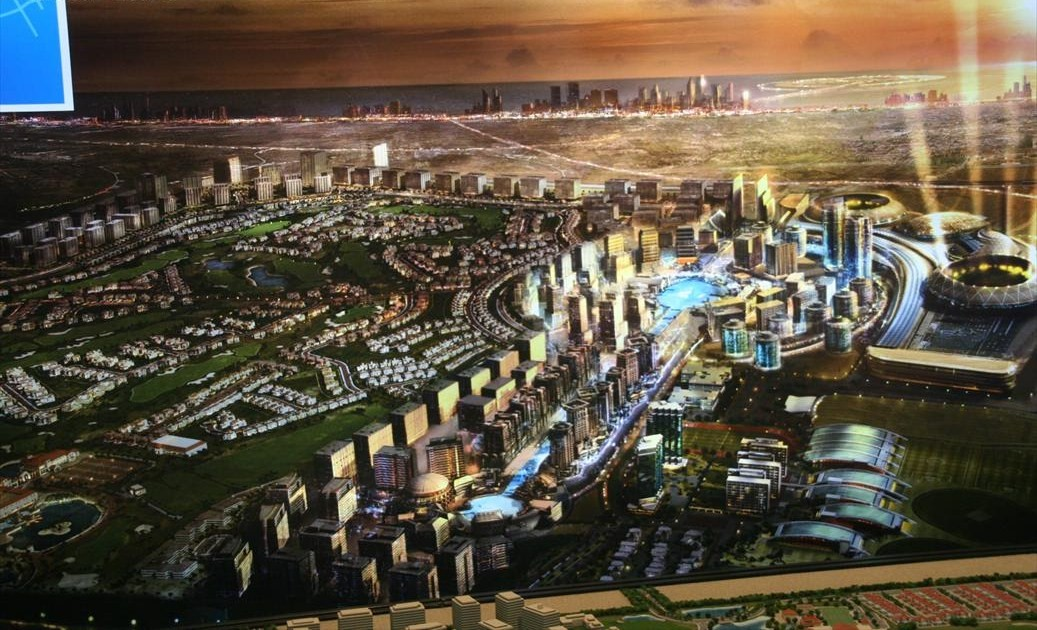
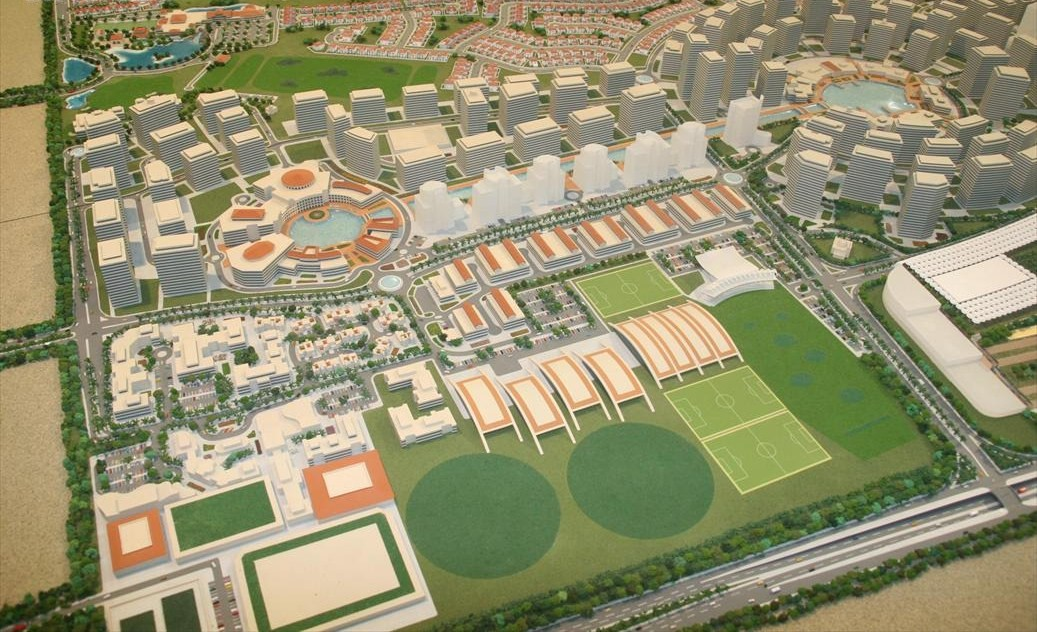
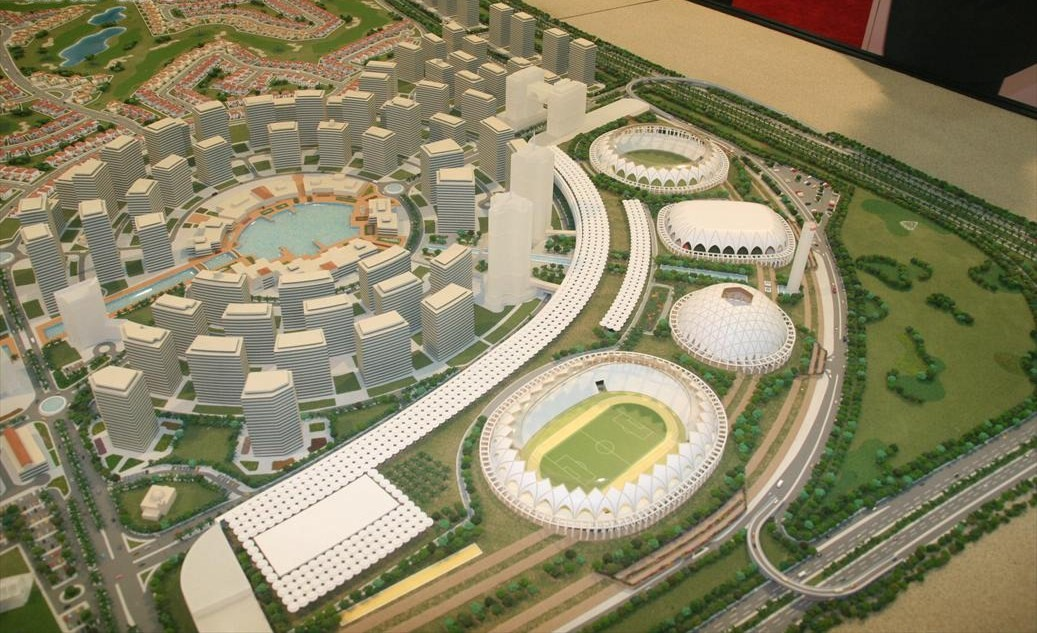